# Briana Buckmaster
Briana Buckmaster, née le 15 juillet 1982 à Moose Jaw, Saskatchewan, est une actrice canadienne.

## Filmographie
- 2003 : Turnbuckle : Neophite Bridesmaid
- 2005 : Zero Hour : Rose Hall
- 2008 : Repo! The Genetic Opera : Sherrie Alviso
- 2013 : Trafic de bébés : Tracey
- 2013 : Retour à Cedar Cove : Court Clerk
- 2013 : Arrow : Protester
- 2014 : Continuum : EMT
- 2014-2018 : Supernatural : Shérif Donna Hanscum
- 2014 : L'Amour de mes rêves : une acheteuse
- 2015 : La Lettre de Holly : une femme
- 2015 : Amour versus glamour : Monica
- 2015 : Monsterville : Le Couloir des horreurs : Newscaster
- 2017 : Frequency : Det. Bob Dietrich
- 2017 : Devil in the Dark : Sophie

## Scénariste
- 2015 : Ninja blanc